# Fuentes Man
Fuentes Man   (Alacant, 11 de gener de 1929 - 22 de maig de 1994) es el pseudònim, del dibuixant de còmics Francisco Fuentes Manuel, conegut per ser un dels principals continuadors de les aventures d'El Capitán Trueno, després que les deixes de dibuixar Ambrós. D'altres treballs foren la sèrie titulada Galax el Cosmonauta amb guions de Víctor Mora.

## Biografia
Francisco Fuentes Manuel, va néixer a Alacant l'onze de gener del 1929 i va morir a la mateixa ciutat el 21 de maig de 1994.
Va treballar per l'agencia Creaciones Editoriales. pel mercat exterior va dibuixar les sèries, Janos Stark, Flint, Klip et Klop, Korak i Tarzan.
De la sèrie de còmics El Corsario de Hierro, en va dibuixar deu pàgines que no s'arribaren a publicar mai.

## Obra i publicacions
| Anys    | Títol                           | Guionista   | Editorial                            | Enquadernació   | Format | Als números        | Notes |
| ------- | ------------------------------- | ----------- | ------------------------------------ | --------------- | ------ | ------------------ | ----- |
| 1958-60 | Aventuras Celebres              | Sense dades | Hispano Americana de Ediciones, S.A. | Quadern apaïsat | Grapa  | 46, 70, 71, 79, 81 |       |
| 1960    | El Campeon                      | Víctor Mora | Editorial Bruguera, S.A.             | Quadern         | Grapa  | 22                 |       |
| 1963    | El Capitan Trueno Extra         | Victor Mora | Editorial Bruguera, S.A.             | Quadern         | Grapa  | Diversos           |       |
| 1963    | El Capitan Trueno Album Gigante | Victor Mora | Editorial Bruguera, S.A.             | Quadern         | Grapa  | 36,37,57           |       |
| 1968    | Bravo                           |             | Editorial Bruguera, S.A.             | Quadern         | Grapa  | 1,2,3,4,23         |       |

Nota: Aquesta taula pot no estar completa o bé actualitzada